# AKB48 악수회 상해 사건
AKB48 악수회 상해 사건(일본어: AKB48握手会傷害事件)은 2014년 5월 25일, 일본 이와테현 다키자와시의 이와테 산업 문화 센터에서 개최된 AKB48의 악수회 이벤트에서 톱으로 한 괴한 남자가 AKB48의 멤버 2명 (이리야마 안나, 카와에이 리나)과 남자 직원 1명을 부상시킨 사건이다. 범인은 아오모리현 도와다시에 사는 발달 장애 진단을 받은 적이있는 사건 당시 24세의 남자 우메타 사토루였다.

## 같이 보기
- 아키하바라 살인 사건